# 정명근
정명근(鄭明根, 1964년 6월 28일~)은 대한민국의 정치인이다. 제8대 경기도 화성시장(2022~, 민선 8기)이다.

## 학력
- 수성고등학교 졸업
- 한국방송통신대학교 행정학 학사
- 중국사회과학원 국제정치학 석사

## 경력
- 안산시청 공무원
- 경기도청 공무원
- 화성시청 공무원
- 2016. 7.~2018. 8. 화성시 동탄4동장
- 2018. 10.~2021. 10. 권칠승 국회의원 보좌관
- 2021. 8.~ 더불어민주당 경기도당 중소기업정책발전특별위원회 위원장
- 2021. 11.~ 화성미래발전포럼 대표
- 2022: 대통령직속 국가균형발전위원회 국민소통특별위원회 위원
- 2022. 7.~ 제8대 경기도 화성시장(초선, 민선 8기)
- 2023. 2.~2024. 6. 대한민국 시장군수구청장협의회 복지분권 분과위원회 분과위원
- 2024. 1.~2025. 7. 대한민국특례시시장협의회 준회원
- 2025. 7.~ 대한민국특례시시장협의회 대표회장

## 역대 선거 결과
| 실시년도 | 선거      | 대수 | 직책 | 선거구      | 정당         | 득표수    | 득표율          | 순위 | 당락 | 비고           |
| -------- | --------- | ---- | ---- | ----------- | ------------ | --------- | --------------- | ---- | ---- | -------------- |
| 2022년   | 지방 선거 | 8대  | 시장 | 경기 화성시 | 더불어민주당 | 176,631표 | \| \| 53.03% \| | 1위  |      | 초선, 민선 8기 |
|          | 53.03%    |      |      |             |              |           |                 |      |      |                |

| 전임 서철모 | 제8대 경기도 화성시장(민선) 2022년 7월 1일~ |  |